# 江﨑夢
江﨑 夢（えざき ゆめ、2000年〈平成12年〉6月10日 - ）は、日本のタレント、ラジオパーソナリティ。
ラジオグループ「Dream Zone」のリーダー（2022年4月卒業）。NPO団体NFTの代表。

## 略歴
三重県鈴鹿市出身。高田高等学校卒業、早稲田大学社会科学部在学中。
- 2003年：3歳から芸能生活をスタート。株式会社全映に所属。
- 2007年：芸能界デビュー。
- 2017年：第1回 NSCC 高校生朗読コンクール優勝。
- 2017年11月：17歳の時に、NPO団体「NFT（New Future of Transgender）[3]」を結成し、代表に就任。トランスジェンダーの課題に取り組む。
- 2018年：第2回 NSCC 高校生朗読コンクール　優勝（2連覇）[4]。
- 2019年4月：早稲田大学社会科学部に入学[5]。
- 2019年：FRESH CAMPUS CONTEST[6]に出場。
- 2020年2月：株式会社全映を退社。
- 2020年3月：ラジオグループ「Dream Zone」に加入。加入と同時にリーダーに就任。
- 2021年4月：日本映画・テレビ録音協会に入会。
- 2021年5月：日本放送作家協会に入会。
- 2021年5月：ラジオ番組表2021年春号 「第14回 読者が選ぶ 好きなDJランキング」中間発表ＡＭ部門 第2位[7]。
- 2021年10月：ラジオ番組表2021年秋号「第14回 読者が選ぶ 好きなDJランキング」AM部門 第2位。
- 2022年5月：ラジオ番組表2022年春号「第1回イチ押し番組＆DJランキング」コミュニティFM番組部門 第1位。

## 人物
毎日１本以上は映画を鑑賞する映画好き。その映画好きを認められて、映画パーソナリティ襟川クロから師事を受ける。日本アカデミー賞の授賞式(観覧）にも参加している。
芸人を除けば、お笑い芸人ねづっちの初の弟子となる。お笑いの基礎を教わり、謎かけ、コントや漫才にも挑戦している。
バラードを中心に、少し懐かしさを感じる楽曲を制作し、自ら歌う。自身がメンバーを務める「Dream Zone」への楽曲提供も行っている。

## 出演

### TV
- 名古屋テレビ「UP！」

### ラジオ
- ラジオ大阪
  - どり～む☆ぱらだいす（2020年4月～2021年3月）
  - 全力！らじお女子☆彡（2021年3月～）[8]
- ウルトラFM
  - DreamZoneの今日もおけまる！（2020年4月-）[9]
  - DreamZoneの明日もいい日にな～れ！（2020年8月-）[10]
- 調布エフエム放送
  - DreamZoneのPrecious for you!（2021年3月終了）
  - TIPS！（2021年4月-2022年3月終了）[11]
- レインボータウンエフエム放送
  - DreamZoneのそばにいてよね！（2020年4月-）[12]
- ラジオ日本
  - 「宮川賢のMT」内のコーナ―「今どきの女子の主張」（2020年9月終了）

### インターネット放送
- いこらじお
  - ゆるらじっ！（2020年７月２日-終了）[13]
- 渋谷クロスFM
  - さくらすてーじ（2020年9月終了）

### 新聞
- 中日こどもウィークリー

### MC
- 2019年（平成31年 / 令和元年）　UIPM 2019 近代五種ワールドカップファイナル東京大会（6月27日から30日）のメインMC

### MV
- 清水翔太「416」

### ポスター
- スチール「清水屋」
- スチール「キッザニア東京」

### イベント
- 高校生がトランスジェンダーから学んだこと（2018年3月31日）
- レインボー千葉の会　第3回シンポジウム　LGBTと教育（2019年12月1日）
- 高校生がトランスジェンダーから学んだこと第2弾（2019年12月22日）
- セクシュアルマイノリティと医療・福祉・教育を考える全国大会2020（2020年1月11日〜12日）
- カランコエの花　上映会＆LGBTトークセッション[14]（2020年2月8日）
- 高校生がトランスジェンダーから学んだこと第3弾（2021年4月25日）

## ディスコグラフィー

### DreamZone
| ＃  | 発売日          | タイトル                         | 規格品番 | 概要                                                                                                   |
| --- | --------------- | -------------------------------- | -------- | --- |
| 1st | 2020年 9月 22日 | 未来は…ここにある！              | DRSG-002 | 学ラン風の衣装制作は、映画「賭ケグルイ」などの衣装制作に携わる世界的ファッションデザイナーの高橋輝明。 |
| 2nd | 2021年7月21日   | あの虹の向こうを僕はまだ知らない | DRSG-003 | 14曲あるオリジナル曲の中で、唯一メンバーが製作に携わっている。                                         |